# ساری عمرو
ساری عمرو (عربی: ساري عمرو؛ زادهٔ ۱۵ نوامبر ۱۹۸۹) یک ورزشکار اهل عربستان سعودی است.
از باشگاه‌هایی که در آن بازی کرده‌است می‌توان به باشگاه فوتبال الشباب عربستان سعودی و باشگاه فوتبال الوحده عربستان سعودی اشاره کرد.